# Камоліддін Мурзоєв
Камоліддін Абдусаламович Мурзоєв (нар. 17 лютого 1987, Бекабад, Узбецька РСР) — узбекистанський футболіст, нападник.

## Клубна кар'єра
Народився в Бекабаді, вихованець місцевої ДЮСШ. Футбольна кар'єра Мурзоєва розпочалася в 2004 році в клубі «Металург» (Бекабад), в складі якого грав протягом двох років. З 2006 по 2008 рік виступав за «Машал» (Мубарек). У 2007 році відправився в оренду до українського клубу «Динамо-2». Дебютував у футболці киян 3 серпня 2007 року в переможному (2:0) виїзному поєдинку 4-го туру Першої ліги проти «Севастополя». Камоліддін вийшов на поле на 70-й хвилині, замінивши Андрія Воронкова, а на 86-й хвилині відзначився голом у воротах севастопольців. У літньо-осінній частині сезону 2007/08 років у складі «Динамо-2» зіграв 9 матчів (1 гол) у Першій лізі. Потім приєднався до «Насафу» з Карши.
Після завершення першого кола чемпіонату Узбекистану-2009 Мурзоєв перебрався в стан ташкентського «Буньодкора». 2010 рік він провів у «Насаф», після чого повернувся в столицю Узбекистану.
23 червня 2013 року Мурзоєв підписав контракт з павлодарським «Іртишем». Дебютував за нову команду 23 червня 2013 року в програному (0:1) домашньому поєдинку 16-о туру першого етапу Прем'єр-ліги проти «Жетису». Мурзоєв вийшов на поле в стартовому складі та відіграв увесь матч. Дебютним голом за «Іртиш» відзначився 11 липня 2013 року в переможному (2:0) домашньому поєдинку кваліфікації Ліги Європи проти софійського «Левські». Дебютним голом за павлодарський клуб у Прем'єр-лізі відзначився 29 вересня 2013 року на 88-й хвилині переможного (2:1) домашнього поєдинку 28-го туру матчів за 1-6 місця проти карагандинського «Шахтаря». Камоліддін вийшов на поле на 78-й хвилині, замінивши Сергія Іванова. Але вже в лютому 2014 року покинув команду через відмову керівництва клубу підвищувати зарплату в зв'язку з девальвацією теньге. У складі «Іртиша» в Прем'єр-лізі зіграв 10 матчів (2 голи), ще 4 матчі (1 гол) провів у Лізі Європи.
У лютому 2014 року перейшов до іншого казахського клубу — «Шахтаря». Дебютував за нову команду 9 березня 2014 року в програному (0:1) виїзному поєдинку суперкубку Казахстану проти «Актобе». Мурзоєв вийшов на поле на 70-й хвилині, замінивши Мігрета Топчагича. У Прем'єр-лізі в складі «гірників» дебютував 15 березня 2014 року в програному (0:1) виїзному поєдинку 1-го туру першого етапу проти павлодарського «Іртиша». Камоліддін вийшов на поле в стартовому складі, а на 75-й хвилині його замінив Мігрет Топчагич. Єдиним голом за карагандинський клуб відзначився 18 червня 2014 року на 62-й хвилині переможного (1:0) домашнього поєдинку кубку Казахстану проти павлодарського «Іртиша». Мурзоєв вийшов на поле в стартовому складі, а на 63-й хвилині його замінив Мігрет Топчагич. У складі «Шахтаря» в Прем'єр-лізі зіграв 22 матчі, 3 поєдинки (1 гол) провів у кубку країни та 1 матч — у суперкубку.
Після закінчення казахстанського періоду кар'єри проходив перегляд у клубах Вищої Ліги Узбекистану «Шуртан» й «Алмалик». У підсумку підійшов лише клубу «Алмалик» і в лютому 2015 року уклав з ним контракт. Протягом усього першого кола Мурзоєв продемонстрував не найвищі показники результативності, які не вселяли довіру в серця тренерського штабу «Алмалика». По завершенні першої частини сезону клуб вирішив попрощатися з футболістом.
У серпні 2015 року Мурзоєв підписує контракт з самаркандським «Динамо», що перебувало на грані вильоту. За період, проведений в цій команді, футболіст пережив міні-ренесанс в своїй кар'єрі, блиснувши своєю бомбардирською активністю. У жовтні 2015 року Мурзєв навіть заслужив визнання найкращого гравця вересня за версією Професійної футбольної ліги Узбекистану, а також за версією самаркандського клубу. За підсумками сезону «Динамо» покинуло вищий дивізіон, і, разом з цим, команду залишив Мурзоєв. Однак, незважаючи на такий збіг обставин і порівняно невеликі заслуги перед клубом футболіст був удостоєний звання найкращого гравця року клубу «Динамо» (Самарканд).
У січні 2016 року проходив перегляд у клубі Суперліги Малайзії ПКНС. Футболіст зумів досягти домовленості з керівництвом клубу й навіть підписав контракт, розрахований на один рік. Однак, через деякий час цей контракт був розірваний. За словами самого футболіста приводом для анулювання угоди стала наступна обставина. Один з футбольних агентів на зустрічі з головним тренером і футболістами клубу виставив Мурзоєва в непристойному світлі, поширивши про нього неправдиву негативну характеристику, яка, в свою чергу, вплинула на припинення співпраці малайзійського клубу з узбецьким футболістом. Вочевидь, агент, який виявився земляком Мурзоєва, мав наміри з працевлаштування й просуванню своїх клієнтів у футбольні клуби Малайзії. Проте, варто зазначити, що ПКНС виплатив футболістові компенсацію за дострокове розірвання угоди.
У лютому 2016 року підписав контракт з «Бухарою». З 2017 по 2019 рік виступав за АГМК.

## Кар'єра в збірній
Виступав за юнацьку (U-20), молодіжну та олімпійську збірну Узбекистану.
У 2009 році отримав дебютний виклик до національної збірної Узбекистану. За головну команду країни дебютував 5 вересня 2009 року в нічийному (0:0) домашньому товариському поєдинку проти Ірану. Камоліддін вийшов на поле на 66-й хвилині, замінивши Фахрода Таджєва. У національній команді зіграв 2 матчі.

## Статистика виступів

### Клубна
Станом на 28 июля 2014 года
| Клуб                 | Сезон             | Ліга              | Ліга  | Ліга | Кубки | Кубки | Кубки | Конт. турніри | Конт. турніри | Конт. турніри | Інші  | Інші  | Інші | Загалом | Загалом |
| Клуб                 | Сезон             | Змаг.             | Матчі | Голи | Змаг. | Матчі | Голи  | Змаг.         | Матчі         | Голи          | Змаг. | Матчі | Голи | Матчі   | Голи    |
| -------------------- | ----------------- | ----------------- | ----- | ---- | ----- | ----- | ----- | ------------- | ------------- | ------------- | ----- | ----- | ---- | ------- | ------- |
| Буньодкор            | 2012              | ЧУ                | 22    | 2    | КУ    | 6     | 1     | ЛЧ            | 11            | 3             | -     | -     | -    | 39      | 6       |
| Буньодкор            | 2013              | ЧУ                | 8     | 3    | КУ    | 0     | 0     | ЛЧ            | 7             | 1             | -     | -     | -    | 15      | 4       |
| Буньодкор            | Загалом           | Загалом           | 30    | 5    |       | 6     | 1     |               | 18            | 4             |       | -     | -    | 54      | 10      |
| «Іртиш» (Павлодар)   | 2013              | ЧК                | 10    | 2    | КК    | 0     | 0     | ЛЄ            | 4             | 1             | -     | -     | -    | 14      | 3       |
| «Іртиш» (Павлодар)   | Загалом           | Загалом           | 10    | 2    |       | 0     | 0     |               | 4             | 1             |       | -     | -    | 14      | 3       |
| «Шахтар» (Караганда) | 2014              | ЧК                | 14    | 0    | КК    | 1     | 1     | ЛЕ            | 4             | 0             | СК    | 1     | 0    | 20      | 1       |
| «Шахтар» (Караганда) | Усього            | Усього            | 14    | 0    |       | 1     | 1     |               | 4             | 0             |       | 1     | 0    | 20      | 1       |
| Усього за кар'єру    | Усього за кар'єру | Усього за кар'єру | 54    | 7    |       | 7     | 2     |               | 26            | 5             |       | 1     | 0    | 88      | 14      |

### У збірній

#### Матчі й голи за збірну
Станом на 24 квітня 2014

#### Зведена статистика ігор / голів за збірну
| Збірна            | Рік               | Відбіркові матчі ЧС | Відбіркові матчі ЧС | Фінальні матчі ЧС | Фінальні матчі ЧС | Відбіркові матчі КА | Відбіркові матчі КА | Фінальні матчі КА | Фінальні матчі КА | Товариські матчі | Товариські матчі | Загалом | Загалом |
| Збірна            | Рік               | Матчі               | Голи                | Матчі             | Голи              | Матчі               | Голи                | Матчі             | Голи              | Матчі            | Голи             | Матчі   | Голи    |
| ----------------- | ----------------- | ------------------- | ------------------- | ----------------- | ----------------- | ------------------- | ------------------- | ----------------- | ----------------- | ---------------- | ---------------- | ------- | ------- |
| Узбекистан        | 2009              | —                   | —                   | —                 | —                 | —                   | —                   | —                 | —                 | 1                | 0                | 1       | 0       |
| Узбекистан        | 2010              | —                   | —                   | —                 | —                 | —                   | —                   | —                 | —                 | —                | —                | —       | —       |
| Узбекистан        | 2011              | —                   | —                   | —                 | —                 | —                   | —                   | —                 | —                 | 1                | 0                | 1       | 0       |
| Усього за кар'єру | Усього за кар'єру | 0                   | 0                   | 0                 | 0                 | 0                   | 0                   | 0                 | 0                 | 2                | 0                | 2       | 0       |

## Досягнення
«Буньодкор»
- Суперліга Узбекистану
  -  Чемпіон (2): 2009, 2011
  -  Срібний призер (1): 2012

- Кубок Узбекистану
  -  Володар (1): 2012